# Allominettia maculatifrons
Allominettia maculatifrons är en tvåvingeart som beskrevs av Friedrich Georg Hendel 1925. Allominettia maculatifrons ingår i släktet Allominettia och familjen lövflugor.
Artens utbredningsområde är Peru. Inga underarter finns listade i Catalogue of Life.